# Help Me, Rhonda
Help Me, Rhonda (originariamente pubblicata come Help Me, Ronda) è un brano musicale composto da Brian Wilson e Mike Love per i Beach Boys. Nel marzo 1965 la traccia venne inserita nell'album The Beach Boys Today! Una seconda versione del brano, con un arrangiamento significativamente differente, fu successivamente pubblicata su singolo con il titolo Help Me, Rhonda. Il 45 giri raggiunse la vetta della classifica negli Stati Uniti, secondo singolo dei Beach Boys a raggiungere tale risultato dopo I Get Around nel 1964. La versione del singolo venne infine inserita come traccia nell'album Summer Days (And Summer Nights!!) del giugno 1965.

## Il brano
Il testo di Help Me, Rhonda narra la storia di un uomo innamorato di una donna che lo ha abbandonato per un altro, e che prega una ragazza di nome Rhonda di aiutarlo a dimenticare. Prima di un concerto al Merriweather Post Pavilion nel 2012, Brian Wilson rivelò che "Rhonda" non era una persona reale ma un personaggio inventato appositamente per la canzone.

### Registrazione
La versione originale venne registrata negli studi United Western Recorders  di Hollywood nei giorni 8 e 19 gennaio 1965, con Chuck Britz tecnico del suono e Brian Wilson alla produzione. La traccia strumentale vedeva la presenza di Carl Wilson, e dei membri della The Wrecking Crew: Bill Pitman, e Glen Campbell alle chitarre, Billy Strange all'ukulele, Ray Pohlman al basso, Leon Russell al pianoforte, Hal Blaine a batteria e cimbali, Billy Lee Riley all'armonica a bocca, Steve Douglas e Plas Johnson al sax tenore, e Jay Migliori al sax baritono. Al Jardine canta come solista con cori da parte di Carl, Dennis e Brian Wilson, e Mike Love. La traccia dura più di 3 minuti senza assolo di chitarra, finale in dissolvenza, e, una breve introduzione all'ukulele.
La prima seduta d'incisione fu interrotta dal padre ubriaco dei fratelli Wilson, Murry, che criticò l'entusiasmo della band. Le sue critiche furono motivo di lite con Brian; il quale urlando improperi si tolse le cuffie e affrontò il genitore. Poco tempo dopo, Murry lasciò lo studio e i Beach Boys continuarono a registrare. La registrazione della lite in studio esiste ancora e circola tra i cultori del gruppo sotto forma di bootleg.
Help Me, Ronda non era stata composta per essere un singolo, ma la band si accorse che le radio la suonavano spesso, così Brian decise di rimettere mano alla canzone modificandone l'arrangiamento per renderla ancora più commerciale. Con il titolo modificato in Help Me, Rhonda, il brano venne ri-registrato agli studi Universal e Radio Recorders di Hollywood il 24 febbraio 1965, ancora con Britz e Brian produttore. In questa versione compaiono Hal Blaine alla batteria e Carol Kaye al basso. I Beach Boys che suonarono nella traccia strumentale furono Carl (chitarra) e Brian (pianoforte acustico e organo Hammond B-3). La versione singolo è sempre cantata da Al Jardine con l'accompagnamento di Carl, Dennis e Brian Wilson, e Mike Love. È leggermente più veloce, e ha qualche verso cambiato (ruined our plans modificato in shattered our plans).

## Cover
- 1970 – Roy Orbison, The Big O
- 1975 – Johnny Rivers, New Lovers And Old Friends
- 1982 – Jan & Dean & The Bel-Air Bandits, One Summer Night/Live[5]
- 1993 – ApologetiX, Isn't Wasn't Ain't (con il titolo Help Me, Rhoda)
- 1998 – Kenny Young and the Eggplants, Toxic Swamp And Other Love Songs
- 2000 – Brian Wilson, Live at the Roxy Theatre
- 2001 – Ricky Martin, An All-Star Tribute to Brian Wilson
- 2001 – Kevin Max, Making God Smile: An Artists' Tribute to the Songs of Beach Boy Brian Wilson
- 2009 – The Rämouns, Rockaway Beach Boys
- 2010 – Al Jardine con Steve Miller, A Postcard from California